# Gawain Jones
Gawain Christopher B. Jones est un joueur d'échecs anglais né le 11 décembre 1987 à Keighley.
Au 1er mai 2018, Gawain Jones est le 36e joueur mondial et le numéro 1 anglais avec un classement Elo de 2 702 points qui constitue son record.

## Biographie et carrière

### Champion de Grande-Bretagne
Grand maître international depuis 2007, Gawain Jones a remporté le championnat d'échecs de Grande-Bretagne en 2012 et 2017 et le tournoi de Hastings en 2012-2013.

### Olympiades
Il a représenté l'Angleterre aux olympiades de :
- 2008 (4e échiquier),
- 2010 (remplaçant),
- 2012 et 2014  (au 2e échiquier)[2].

### Victoires dans les tournois internationaux
Outre le tournoi d'Hastings 2012-2013, Jones a remporté les tournois de :
- Porto San Giorgio (open) en 2007 ;
- La Laguna en 2007 ;
- Sydney (1er ex æquo) 2010 ;
- Londres (open associé au tournoi Chess Classic) en 2010 ;
- Johannesbourg en 2011.

En octobre 2016, il perd la finale du tournoi Millionaire Chess à Atlantic City face à Dariusz Świercz.

### Coupes du monde
Gawain Jones a participé à la coupe du monde d'échecs en 2013, 2017 et 2019.
| Année | Lieu            | Résultat      | Ultime adversaire  | Adversaires battus |
| ----- | --------------- | ------------- | ------------------ | ------------------ |
| 2013  | Tromsø          | premier tour  | Aleksandr Chimanov |                    |
| 2017  | Tbilissi        | premier tour  | Jorge Cori         |                    |
| 2019  | Khanty-Mansiïsk | deuxième tour | Dmitri Iakovenko   | Diego Flores       |